# William Donald Hamilton
William Donald "Bill" Hamilton, F.R.S. (1 de agosto de 1936-7 de marzo de 2000) fue un biólogo evolutivo británico, considerado como uno de los teóricos evolutivos más importantes del siglo XX.
Hamilton se hizo famoso por su trabajo teórico que exponía una base genética rigurosa para la existencia de la selección de parentesco. Esta idea fue clave para el desarrollo de una visión de la evolución centrada en los genes, y por tanto puede considerarse a Hamilton como uno de los precursores de la disciplina de la sociobiología, fundada por Edward Osborne Wilson. Hamilton también ha publicado trabajos importantes sobre la proporción de los sexos, la evolución del sexo y el principio de Fisher.
Es importante mencionar que Hamilton murió de malaria en África (Congo) cuando realizaba investigaciones sobre el origen del VIH (sida). Su trabajo consistía en recolectar excremento de chimpancés, ya que este primate es huésped del virus, sin embargo no le afecta ya que desarrolla anticuerpos para superarlos. Lo más importante de este trabajo era demostrar la teoría que propone que el sida surgió en los años 1950 debido a programas de vacunaciones (poliomielitis) mal desarrollados y que este hecho está siendo encubierto por intereses económicos.
Nota: en el proceso para la obtención de la vacuna de la poliomielitis se utilizan órganos de monos (riñones).

## Galardones
- 1978 Miembro Honorario Extranjero de la American Academy of Arts and Sciences
- 1980 Miembro de la Royal Society de Londres
- 1982 Premio Newcomb Cleveland de la American Association for the Advancement of Science
- 1988 Medalla Darwin de la Royal Society de Londres
- 1989 Medalla de la Sociedad linneana de Londres
- 1991 Medalla Frink de la Sociedad Zoológica de Londres
- 1992/3 Premio Wander of the Universidad de Berna
- 1993 Premio Crafoord de la Royal Swedish Academy of Sciences
- 1993 Premio Kioto de la Fundación Inamori
- 1995 Premio Fyssen de la Fundación Fyssen

## Biografías
- Alan Grafen ha escrito una memoria biográfica para la Royal Society. Ver http://users.ox.ac.uk/~grafen/cv/WDH_memoir.pdf
- Un libro está en prensa: Segerstråle, U. 2007 Nature's oracle: an intellectual biography of evolutionist W. D. Hamilton. Oxford University Press. Ver http://www.oup.com/uk/catalogue/?ci=9780198607274

## Obra

### Artículos colectados
Hamilton arrancó en publicar sus artículos en 1996, con cortos ensayos mostrando el contexto. Fallece después de preparar el segundo volumen, por lo que los ensayos del tercer volumen lo hacen coautores.
- Hamilton W.D. 1996. Narrow Roads of Gene Land vol. 1: Evolution of Social Behaviour Oxford University Press,Oxford. ISBN 0-7167-4530-5
- Hamilton W.D. 2002. Narrow Roads of Gene Land vol. 2: Evolution of Sex Oxford University Press,Oxford. ISBN 0-19-850336-9
- Hamilton W.D. 2005. Narrow roads of Gene Land, vol. 3: Last Words (con ensayos por coautores, ed. M. Ridley). Oxford University Press, Oxford. ISBN 0-19-856690-5

### Artículos significativos
- Hamilton WD. 1964. The genetical evolution of social behaviour I and II. — Journal of Theoretical Biology 7: 1-16 & 17-52. pubmed I pubmed II
- Hamilton WD. 1967. Extraordinary sex ratios. Science 156: 477-488pubmed JSTOR
- Hamilton WD. 1971. Geometry for the selfish herd. Journal of Theoretical Biology. 31: 295-311.
- Hamilton WD. 1975. Innate social aptitudes of man: an approach from evolutionary genetics. in R. Fox (ed.), Biosocial Anthropology, Malaby Press, London, 133-53.
- Axelrod, R; WD Hamilton. 1981. The evolution of co-operation Science 211: 1390-6 Pubmed, JSTOR
- Hamilton, WD; M Zuk. 1982. Heritable true fitness and bright birds: a role for parasites? Science 218: 384-387

### Otras referencias
- Edwards A.W.F.. 1998. Notes and Comments. Natural selection and sex ratio: Fisher's sources. American Naturalist 151: 564-569
- Fisher R.A.. 1930. The Genetical Theory of Natural Selection. Clarendon Press, Oxford
- Ford E.B.. 1945. New Naturalist 1: Butterflies. Collins: Londres
- Maynard Smith J.; G.R. Price. 1973. The logic of animal conflict. Nature 146: 15—18
- Dawkins R.. 1989. The Selfish Gene, 2.ª ed. Oxford University Press
- Madsen EA, R Tunney, G Fieldman, HC Plotkin, RIM Dunbar, JM Richardson & D McFarland. 2006. Kinship and altruism: a cross-cultural experimental study. British Journal of Psychology